# Elatostema scapigerum
Elatostema scapigerum är en nässelväxtart som beskrevs av Charles Budd Robinson. Elatostema scapigerum ingår i släktet Elatostema och familjen nässelväxter. Inga underarter finns listade i Catalogue of Life.